# Historia de la Unión Cívica Radical (1943-1955)

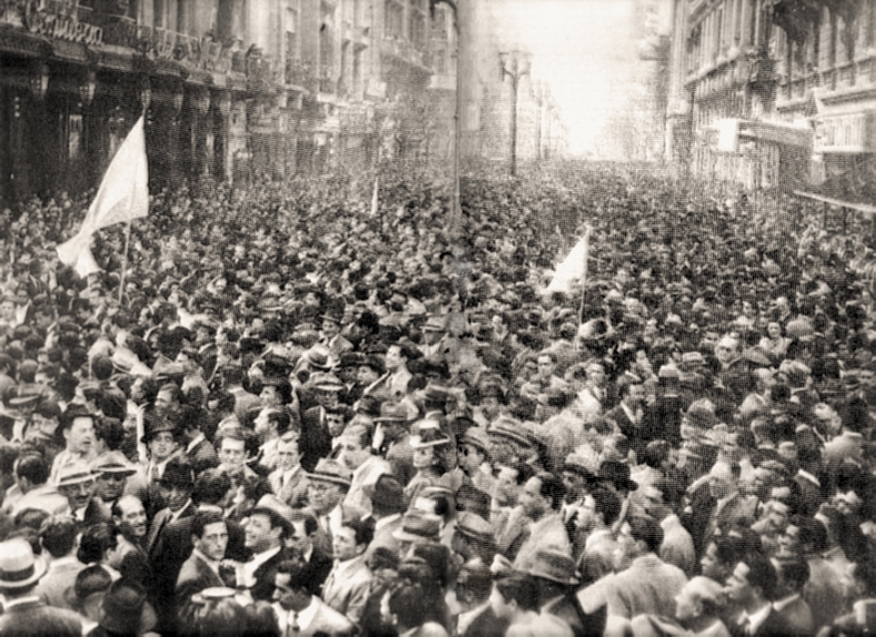
19 de septiembre de 1945; Marcha de la Constitución y la Libertad.

La Unión Cívica Radical (UCR) es un partido político de Argentina. Este artículo amplía su historia en el período 1943-1955. 
En el año 1943 por primera vez en la historia argentina la industria fue más importante que el campo. La II Guerra Mundial hizo estallar la industria y millones de migrantes rurales, diferentes de los anteriores migrantes europeos, se trasladaron del campo a la ciudad para trabajar en las fábricas, principalmente del cordón de Buenos Aires. El país estaba listo para un cambio completo, económico, social, político y cultural.
Ese año comenzó a tomar forma el peronismo, con un programa de reformas laborales largamente reclamadas por los sindicatos y obteniendo el apoyo masivo de esa nueva clase obrera que se expandía velozmente con la industrialización del país. El país se dividió en dos bandos cada vez más enfrentados: peronistas y antiperonistas. La Unión Cívica Radical llegó a esta encrucijada histórica conducida por su ala conservadora, el alvearismo, también llamado unionismo y con una minoría con peso en la juventud que venía emergiendo con un programa de centro-izquierda de tipo nacionalista, que revalorizaba el pensamiento de Yrigoyen. El agotamiento del alvearismo-unionismo abrieron paso a una nueva generación de líderes radicales, que se definirían yrigoyenistas e intransigentes.

## Comienza a formarse el peronismo (1943-1945)

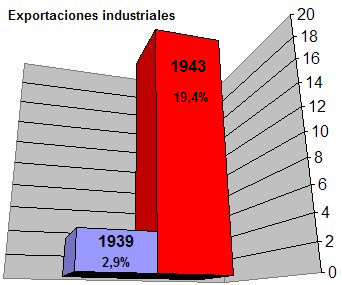
1939-1943: el gran salto de la industria.

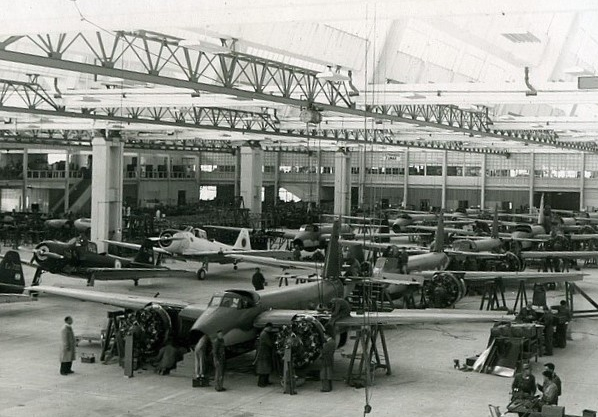
Fábrica Militar de Aviones de Córdoba: industria y nueva clase obrera.

Una de las consecuencias directas de la Segunda Guerra Mundial sobre la realidad argentina fue el salto que dio el proceso de industrialización. En 1943 por primera vez el índice de producción industrial superó al agropecuario. Las exportaciones industriales aumentaron del 2,9% del total en 1939, al 19,4% en 1943, encabezadas por la industria textil. Por otra parte la Gran Depresión de 1929 había limitado la corriente migratoria europea, de modo tal que una nueva corriente de migraciones internas estaba transformando por completo, cuantitativa y culturalmente, a la clase obrera.
Hacia 1940, la opinión pública argentina había asumido la urgencia de purificar el sistema político del fraude y la violencia que se habían instalado en la vida política desde el golpe de Estado del 6 de septiembre de 1930, que había derrocado a Yrigoyen. Esta percepción había abonado la idea de la conformación de un gran Frente Popular constituido por la U.C.R., los socialistas y los demócratas progresistas, a fin de enfrentar al Partido Demócrata Nacional, elevado al carácter de soporte del vicepresidente Ramón S. Castillo, quien había asumido la presidencia ante la renuncia por enfermedad de Roberto M. Ortiz en 1941. El gobierno de Ramón S. Castillo, desestimó la lucha contra el fraude que había iniciado su predecesor, interviniendo entre 1941 y 1943, las provincias argentinas en las cuales no imperaba el fraude electoral: San Luis, Córdoba y Entre Ríos, estas dos últimas gobernadas por el radicalismo. Otra intervención provincial controversial fue la dispuesta al Colegio Electoral de Tucumán, decretada en noviembre de 1942 a fin de impedir la llegada al gobierno de los radicales concurrencistas, quienes llevaban como candidato al exgobernador Miguel Campero, quien se había declarado opositor al conservadurismo. 
En este panorama político, había acontecido el fallecimiento de Marcelo T. de Alvear, el 22 de marzo de 1942, sucediéndolo al frente del Comité Nacional de la U.C.R., Gabriel Oddone. La desaparición de Alvear sumió a la U.C.R. en un cuadro de confusión interna, mientras el presidente Ramón Castillo anunció la candidatura a la presidencia como su sucesor, Robustiano Patrón Costas, generando la convicción de que se utilizarían todos los recursos necesarios para hacer triunfar la fórmula conservadora a través del fraude en las elecciones que tendrían lugar a fines de 1943. Esta presunción agilizó la posibilidad de constitución de un frente electoral unificado de la oposición, pero se suscitaron divergencias con respecto a la candidatura presidencial, ya que algunos radicales proclamaron a Honorio Pueyrredón, mientras otros sectores del partido (principalmente los "alvearistas") eran propensos a negociar con el expresidente Agustín P. Justo. La súbita desaparición de Justo, en enero de 1943, obligó a buscar candidaturas alternativas, explorando una fracción radical alvearista, la candidatura del ministro de guerra, el general Pedro Pablo Ramírez. Al enterarse de estos movimientos, el presidente Ramón S. Castillo pidió explicaciones a su ministro, lo que desencadenó un nuevo golpe militar, el 4 de junio de 1943.
El golpe militar de 1943 sorprendió y confundió a los actores políticos y sociales. En el interior del gobierno militar existían varios grupos y subgrupos. Uno de ellos se constituyó a partir de un entendimiento precario entre los coroneles Perón y Mercante y un influyente sector del sindicalismo representando por los socialistas Borlenghi y Domenech y Juan A. Bramuglia, y sindicalistas revolucionarios como Capozzi, para concretar gran cantidad de demandas históricas de los trabajadores.
En el curso de dos años (1943-1945) el grupo sindical-militar liderado por Perón, fue sumando algunos apoyos en el radicalismo (Antille, Quijano, Colom, FORJA) y llegó a convertirse en el sector más influyente del gobierno militar. 
Pero también, como contratendencia, impulsó la formación de un amplio movimiento opositor, en el que terminarían confluyendo prácticamente todos los grupos organizados hasta entonces: desde los partidos Comunista y Socialista y la Federación Universitaria Argentina (FUA), hasta la embajada norteamericana, la Sociedad Rural Argentina de los terratenientes y la Bolsa de Comercio, pasando por el Partido Demócrata Progresista, los conservadores del Partido Demócrata Nacional y la Unión Cívica Radical Antipersonalista. La Unión Cívica Radical se sumaría a este último frente, aunque con importantes discrepancias internas.

## El 45 y la derrota del alvearismo
La Unión Cívica Radical, representada por sus dirigentes alvearistas (unionistas), luego de mostrar una inicial simpatía por el golpe militar, se inclinó a la oposición, hasta quedar a la cabeza de ese amplio movimiento en el que estaban todos los partidos políticos del país, las organizaciones empresariales y una parte de los sindicatos.
FORJA en cambio apoyó decididamente al gobierno militar bajo el lema de "radicalizar la revolución, revolucionar al radicalismo".
En 1945 el país se polarizó dramáticamente: la oposición definida como antiperonista, por un lado; Perón y los sindicatos que lo apoyaban, por el otro. En mayo de ese año llegó el nuevo embajador estadounidense, Spruille Braden que jugó un rol decisivo coordinando a la oposición antiperonista y facilitando su unificación. 
El 19 de septiembre de 1945 la oposición apareció unida por primera vez con una enorme manifestación de más de 200.000 personas, la Marcha de la Constitución y la Libertad, que se dirigió del Congreso a la Recoleta. 50 personalidades de la oposición encabezaban la marcha, entre ellos 3 radicales unionistas (Tamborini, Mosca y Sanmartino) y un radical intransigente (Oddone). El historiador Miguel Ángel Scenna comenta aquel hecho diciendo que:

La marcha fue una espectacular demostración de poderío de la oposición. Una larga y compacta masa de 200.000 personas -algo pocas veces o nunca visto- cubrió aceras y calzadas.

Se ha dicho que la manifestación estaba mayoritariamente integrada por personas de clase media y alta, lo que resulta históricamente indiscutible, pero ello no invalida el significado histórico de su amplitud social y su pluralidad política. Es posible decir que una de las dos mitades en que se estaba dividiendo la población estaba allí.
La Marcha desencadenó una sucesión de asonadas militares antiperonistas que se concretaron el 10 de octubre cuando el gobierno militar le pidió la renuncia y luego ordenó la detención de Perón. En ese momento los líderes del movimiento opositor tuvieron el país y el gobierno a su disposición. "Perón era un cadáver político" y el gobierno militar conducido formalmente por Farrel y controlado por el general Eduardo Ávalos solo pretendía entregar el poder a los civiles lo antes posible.

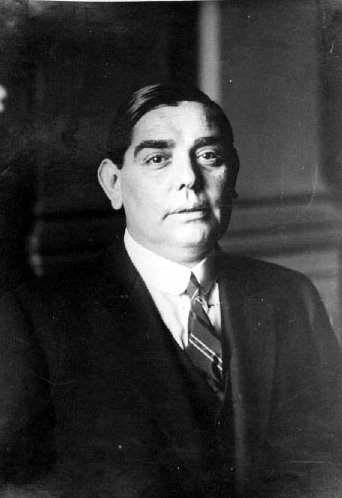
José P. Tamborini, cabeza de la UCR en 1945.

Inmediatamente después de la renuncia de Perón, la Casa Radical de la calle Tucumán en Buenos Aires, se convirtió en el centro de deliberación de la oposición. La Mesa Directiva de la UCR deliberaba a puertas abiertas. El público, en el que los comunistas eran mayoría, acusaban de "colaboracionistas" a los radicales intransigentes, en especial a Sabattini, y exigía sus renuncias. Los días pasaron sin que se tomara ninguna resolución. Recién el 15 de octubre la Mesa Directiva decidió emitir una declaración pidiendo que se entregara el poder a la Corte Suprema, aunque para entonces ya era sabido que esa no era una posibilidad real.
Los líderes opositores cometieron graves errores: uno de ellos, no organizarse y esperar pasivamente que las Fuerzas Armadas actuaran. Otro error, mucho más grave, fue aceptar y muchas veces impulsar, el revanchismo patronal. El día miércoles 16 de octubre era día de pago:

Al ir a cobrar la quincena, los obreros se encontraron con que el salario del feriado 12 de octubre no se pagaba, a pesar del decreto firmado días antes por Perón. Panaderos y textiles fueron los más afectados por la reacción patronal. -¡Vayan a reclamarle a Perón!- era la sarcástica respuesta.

Al día siguiente, 17 de octubre de 1945, se produjo uno de los hechos decisivos de la historia argentina. Un sector social desconocido, por completo ausente de la historia argentina hasta ese momento, irrumpió tomando Buenos Aires y exigiendo la libertad de Perón. La ciudad fue tomada por decenas de miles de obreros y obreras, provenientes de las zonas industriales que venían creciendo en la periferia de la ciudad. La multitud se caracterizaba por la gran cantidad de jóvenes y sobre todo de mujeres que la integraban, y por el predominio de personas con el cabello y la piel más oscuros que los tradicionales actos políticos de la época. La oposición antiperonista destacó esas diferencias y utilizó términos despectivos para referirse a los simpatizantes del peronismo, como "negros", "grasas", "descamisados", "cabecitas negras". Fue el dirigente radical unionista, Ernesto Sanmartino, el que utilizó un término muy criticado: "aluvión zoológico".
Los manifestantes venían acompañados de toda una nueva generación de jóvenes e inexpertos delegados de base sindicales pertenecientes a la CGT. Fue una movilización completamente pacífica, pero la conmoción política y cultural fue de tal magnitud, que en pocas horas el triunfo seguro del movimiento antiperonista de una semana atrás se había diluido, al igual que el poder que aún le quedaba al gobierno militar. Esa misma noche Perón fue puesto en libertad y pocos días después se estableció la fecha de las elecciones: 24 de febrero de 1946.

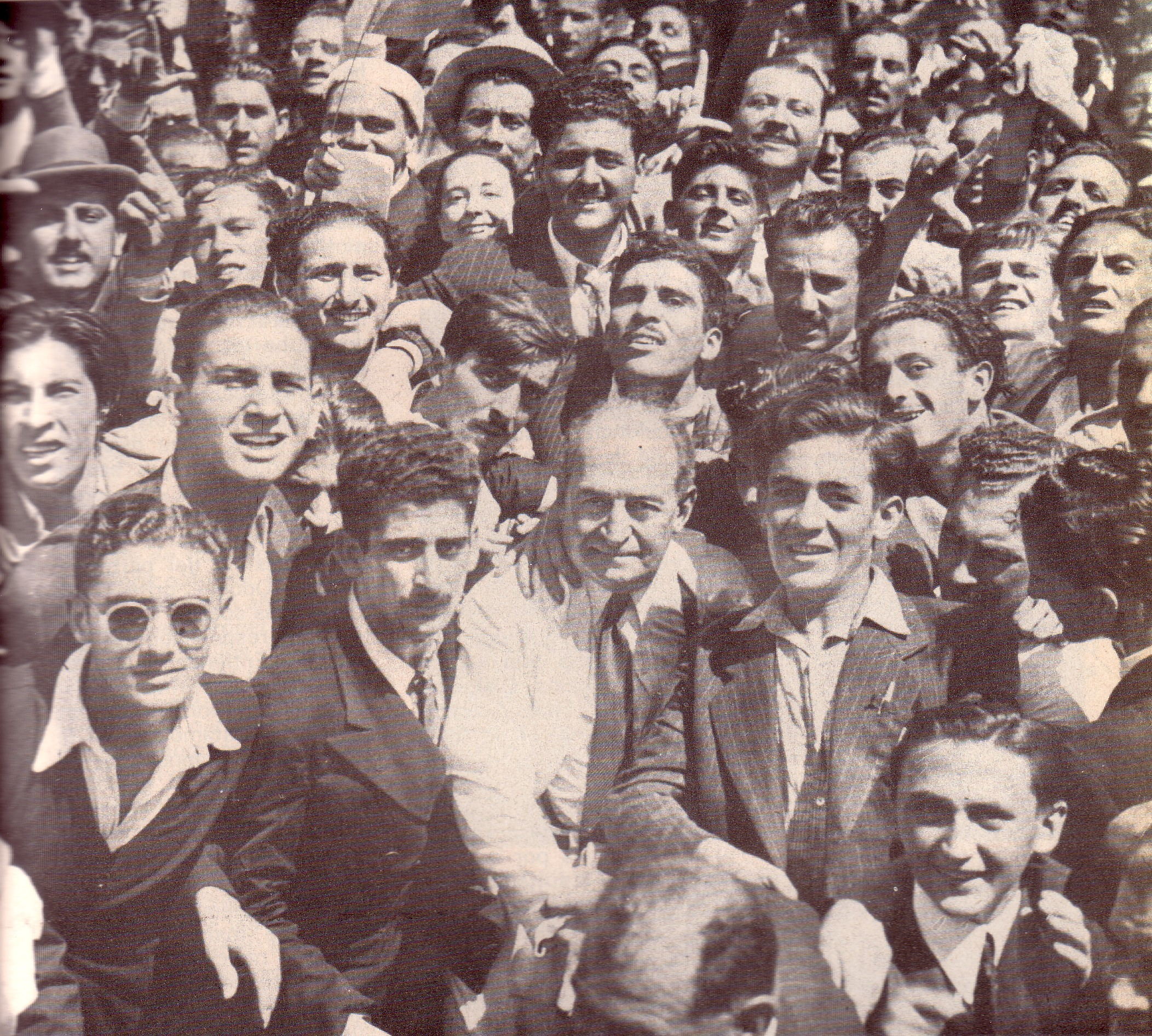
Enrique Mosca, unionista, rodeado de jóvenes radicales en 1946.

Las fuerzas políticas opositoras no percibieron el significado socioeconómico de la movilización obrera del 17 de octubre ni el sector social que estaba emergiendo. Los bandos quedaron como estaban y polarizaron aún más su enfrentamiento. Recuerda el historiador radical Félix Luna:

Diez días después del fenómeno popular más significativo y trascendente de esos años, ya nadie se acordaba de él en el campo opositor. No merecía analizarse. No había existido. La oposición contraponía al amargo recuerdo del 17 de Octubre la exaltación del 19 de setiembre, fecha en que se realizó la marcha de la Constitución y la Libertad y afirmaba en ese éxito su certeza de que la unidad de las fuerzas democráticas garantizaba una abrumadora victoria electoral.

Todavía relegados dentro de la Unión Cívica Radical los intransigentes intentaron llamar la atención, sin que se los escuchara, sobre la naturaleza genuinamente popular de los trabajadores que salieron a apoyar a Perón. Crisólogo Larralde, por ejemplo, criticaba la actitud despectiva de la dirigencia radical hacia esos sectores del siguiente modo:

Asistimos a la condenación de las manifestaciones populares del 17 y 18 de Octubre; observamos que diarios, gremios, instituciones y partidos se empeñan en demostrar que los manifestantes no fueron el pueblo ni los obreros auténticos. El ciudadano que escribe este artículo, hijo de una inmigrante que trabajó como sirvienta y de un obrero que perdió hace 8 años su vida mientras conducía un carro, declara que en esa multitud que desfilo encontró gente del pueblo. El autor de este artículo se encontró a sí mismo en los niños de zapatillas rotas y mal vestidos; en muchos casos o en todos los que fueron tildados de descamisados.

En la segunda quincena de octubre los actores políticos y sociales definieron su estrategia electoral. Del lado del peronismo, se sumó un amplio sector de radicales entre los que se encontraban FORJA, Hortensio Quijano, Armando Antille, Eduardo Colom (director del periódico radical La Época), Diego Molinari, Miguel Tanco, Alberto Iturbe, Raúl Bustos Fierro, Bernardino H. Garaguso. Muchos de ellos fundarían la Unión Cívica Radical Junta Renovadora.
Del lado antiperonista los partidos Comunista, Socialista, Demócrata Progresista y el Partido Demócrata Nacional (conservador), definieron enseguida la necesidad de organizar un frente de unidad democrática, contando con el apoyo activo de las organizaciones patronales, la FUA y la embajada de Estados Unidos.
Solo la Unión Cívica Radical quedó indecisa, dirigida por los unionistas (alvearistas). El historiador Félix Luna sostiene que lo que realmente le preocupaba a la tradicional dirigencia de la UCR era el crecimiento de los intransigentes y la posibilidad que pudieran influir en la elección de los candidatos (Luna, 363/365). Los líderes radicales más importantes de aquel momento fueron José P. Tamborini, Enrique Mosca, Ernesto Sanmartino, Eduardo Laurencena, entre otros.

## La Declaración de Avellaneda y el MIR
Los intransigentes, fuera del sistema partidario de toma de decisiones, se reunieron el 4 de abril de 1945 para redactar la famosa Declaración de Avellaneda, un programa político nacionalista de izquierda moderada. Poco después, el 1 de noviembre, en Rosario, quedó formalmente constituido el Movimiento de Intransigencia y Renovación (MIR). Fueron sus fundadores entre otros: Arturo Frondizi, Ricardo Balbín, Crisólogo Larralde, Moisés Lebensohn, Oscar Alende, Juan Gauna, Raúl Rabanaque Caballero, Arturo Illia, Francisco Rabanal. Y adhieren luego, entre otros, Ricardo Rojas, Adolfo Güemes, Elpidio González, Ernesto Giuffra, Miguel Campero, Federico Monjardín.
La Declaración de Avellaneda es una condensación de los lineamientos políticos que los radicales intransigentes venían desarrollando desde mediados de la década de 1930, concretándolo en un programa político apto para la situación histórica que el país vivía en ese momento.
En una breve síntesis la Declaración de Avellaneda sostiene:
- partir de "los ideales de la argentinidad"
- reivindicar a la Unión Cívica Radical como "la irrupción del pueblo en la escena política de la Nación"
- En lo político: reafirmación de la democracia, rechazo de los regímenes corporativos, y defensa del sistema municipal.
- En lo económico: reforma agraria, la nacionalización de los servicios públicos y monopolios, y libertad de inmigración.
- En lo social: legislación protectora de los trabajadores, enseñanza gratuita y laica en todos los ciclos, y defensa de los principios de la Reforma Universitaria.
- Dar absoluta prioridad a la defensa de la intangibilidad de las libertades individuales
- En lo partidario: depurar la UCR, sostener el compromiso de no dividirla y oponerse a toda alianza con otras fuerzas políticas.

Cercano políticamente al MIR, sosteniendo también un programa de ideas nacionalistas de base yrigoyenista, pero más moderado, permaneció autónomo el Movimiento de Intransigencia Nacional (MIN), conducido por el cordobés Amadeo Sabattini.

## Elecciones de 1946
Finalmente el 14 de noviembre de 1945 la mayoría unionista de la UCR, en contra de la posición minoritaria de los intransigentes, decidió integrar la Unión Democrática. La fórmula estaría integrada por dos radicales unionistas: José P. Tamborini, para presidente; y para vicepresidente Enrique Mosca, que ya había sido candidato a vicepresidente con Alvear en 1937.

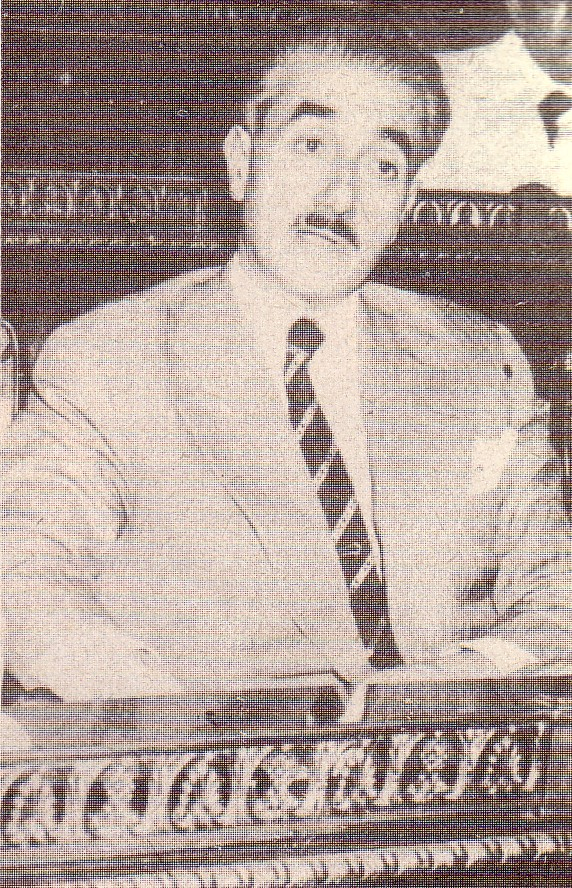
Ernesto Sanmartino, dirigente unionista.

Durante la campaña electoral el gobierno militar controlado por Perón, sancionó el decreto-ley 33.302/45 creando el aguinaldo y otras mejoras laborales. Las organizaciones patronales resistieron abiertamente la medida. Al finalizar diciembre de 1945 ninguna empresa había pagado el aguinaldo. La CGT declaró entonces una huelga general, que fue respondida por el sector empresario con un lock-out en las grandes tiendas comerciales.
Durante más de un mes la Unión Cívica Radical se mantuvo en silencio frente al conflicto. Finalmente se prenunció el 12 de enero de 1946 apoyando la postura empresarial en contra del aguinaldo. Pero seis días después, fue el propio sector empresario el que llegó a un acuerdo con los sindicatos y decidido aceptar el aguinaldo, aunque pagándolo en dos cuotas.
Entretanto tanto, los intransigentes de la Provincia de Buenos Aires, lograron que el unionismo convocara a las primeras elecciones internas por voto directo de la historia argentina para elegir candidato a gobernador. Las elecciones se realizaron el 13 de enero, ganando los candidatos del MIR (intransigentes), Juan Prats y Crisólogo Larralde.

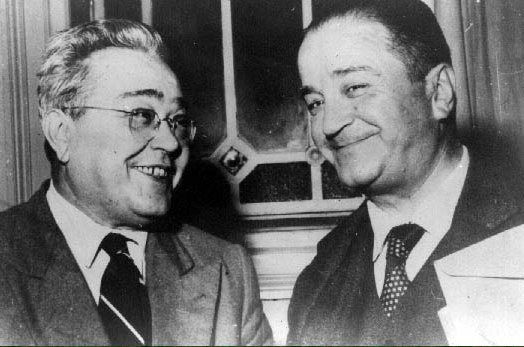
Balbín y Larralde, los primeros triunfos intransigentes.

Menos de dos semanas antes de las elecciones, el 11 de febrero de 1946, tomó estado público una iniciativa oficial del gobierno de los Estados Unidos, con el título de "Consulta entre las repúblicas americanas respecto de la situación argentina", que fue más conocido como el Libro Azul. La iniciativa había sido preparada por Spruille Braden y consistía en un intento, por parte de Estados Unidos de abrir un proceso de ocupación militar conjunta de Argentina, aplicando la llamada Doctrina Rodríguez Larreta. Inmediatamente la Unión Democrática apoyó el Libro Azul y adicionalmente exigió la inhabilitación legal de Perón para ser candidato. Perón a su vez contraatacó planteando públicamente una simple disyuntiva que resultó sumamente exitosa: Braden o Perón.
Contra todos los pronósticos y las expectativas de ambos bandos, en las elecciones del 24 de febrero ganó Perón por 1.478.500 votos (55%) contra 1.212.300 votos a favor de Tamborini (45%), ganando además en todas las provincias menos Corrientes. 
Félix Luna destaca el silencio y la completa falta de análisis por parte de los partidos políticos y los medios de comunicación, posterior a las elecciones. Era evidente que en la Argentina se había producido un cambio profundo, económico, social y cultural. Todo un nuevo y enorme sector de la población, había venido formándose a partir de 1930. Pero en gran parte por las características fraudulentas del sistema político que gobernó entre 1930-1943, esos cambios sociopolíticos no podían percibirse correctamente. En 1945 irrumpió de golpe en la vida política argentina un nuevo grupo social vinculado a las industrialización, las migraciones internas y la conformación de la clase obrera, con nuevas necesidades y un nuevo lenguaje, que se expresó a través del peronismo.
La derrota electoral de 1946 no pudo dejar de impactar en los partidos de la Unión Democrática. Los partidos Comunista, Socialista, Demócrata Progresista y Demócrata Nacional sufrirán consecuencias irreversibles, y entrarán en un largo período de decadencia.
Para la Unión Cívica Radical llegó la oportunidad de que se impusieran las tendencias yrigoyenistas que venían madurando desde más de una década atrás.

## Intransigencia y renovación
Al momento de las elecciones de febrero de 1946 la Unión Cívica Radical estaba a punto de dividirse en dos: por un lado el unionismo en dirección a integrar un bloque conservador frontalmente opuesto al peronismo; y por el otro lado la intransigencia en dirección a integrar un bloque social-democrático, articulado con el comunismo, el socialismo y la democracia progresista, capaz de entablar un diálogo positivo con el peronismo alrededor de los derechos del trabajo, pero al mismo tiempo de enfrentarlo en materia de garantías democráticas.
En las elecciones de 1946 la Unión Cívica Radical obtuvo 44 bancas en la Cámara de Diputados. Se llamó el Bloque de los 44 y fue presidido por Ricardo Balbín con un importante protagonismo de Arturo Frondizi. Ante el desprestigio de la conducción de la UCR luego de la derrota electoral, el Bloque de los 44 asumió el liderazgo de hecho del partido. El bloque radical asumió una posición de apoyo a la sanción de leyes sociales, laborales y relacionadas con el nacionalismo económico, pero se opuso a las normas de características antidemocráticas, como aquellas que limitaban el derecho de expresión, la libertad de prensa o conferían amplias facultades a la policía. En general los radicales unionistas cuestionaron el accionar de los intransigentes en el Bloque de los 44 por considerarlo "colaboracionista".

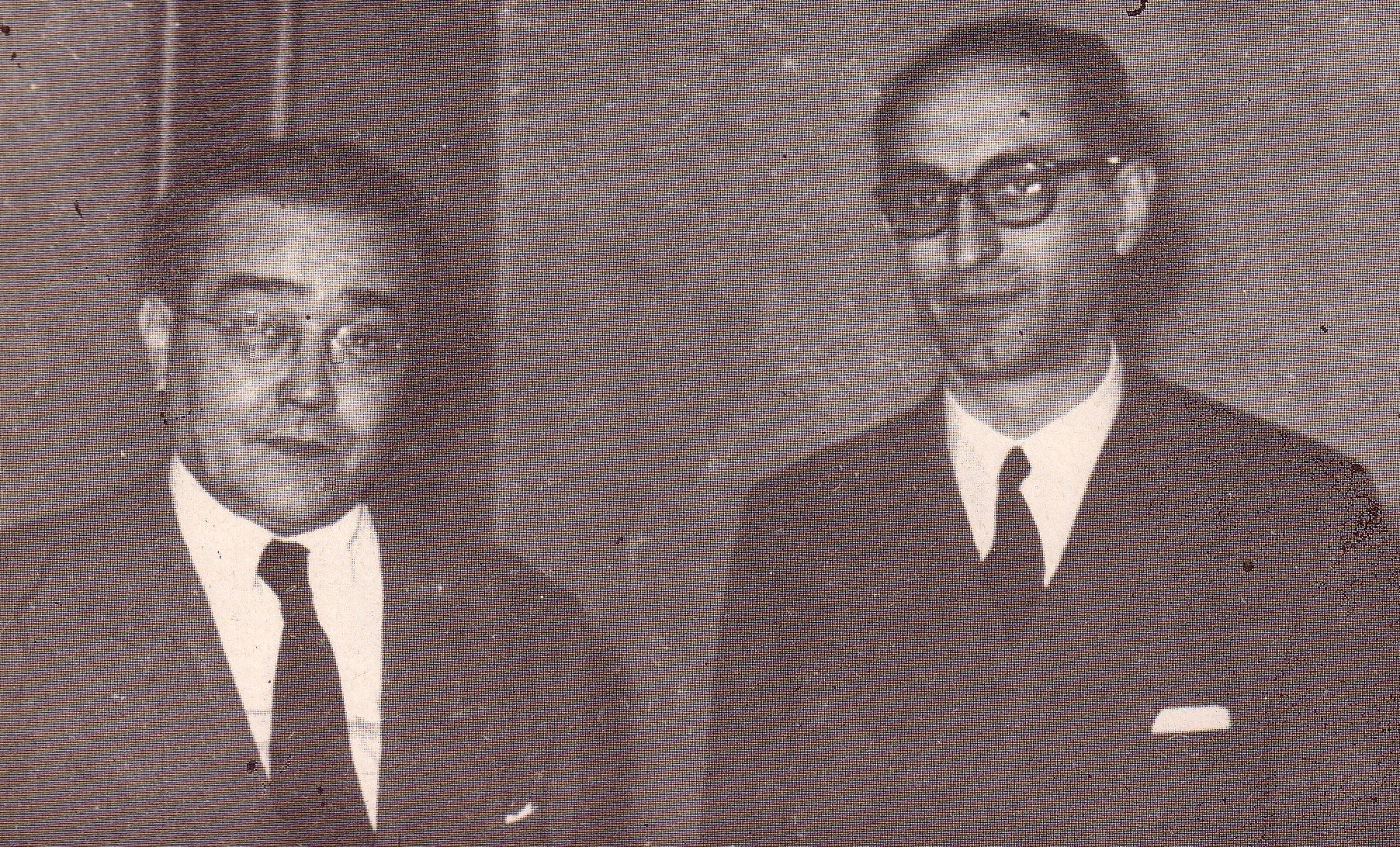
Balbín y Frondizi, renovación de los liderazgos.

Los unionistas intentan mantener el control de la UCR oponiéndose al voto directo, y restringiendo la presencia de los intransigentes en los cargos partidarios. En 1947 la UCR se encontraba dividida de hecho: por un lado los unionistas convocaban al Comité Nacional, sin presencia intransigente, y por el otro, estos últimos realizaban el Congreso del MIR en Avellaneda, adoptando como programa la Declaración de Avellaneda y aprobando la Declaración Política redactada por Lebensohn que ponía en evidencia la profunda fractura interna que afectaba al radicalismo:

El advenimiento de éste régimen fue posible sólo por la crisis del radicalismo, que trajo la crisis de nuestra democracia. Sus direcciones accidentales habíanse apartado de su deber histórico. Soslayaron la lucha contra las expresiones nacionales e internacionales del privilegio y favorecieron de este modo su predominio en la vida argentina. La infiltración de tendencias conservadoras pospuso la defensa combativa de los derechos vitales del hombre del pueblo y de las exigencias del desarrollo nacional, a las conveniencias particulares de un sistema de intereses creados adueñados de los resortes de la producción. Este sistema jamás reflejó el pensamiento del radicalismo. Pudo mantenerse bloqueando la voluntad de los afiliados a quienes excluyó de las resoluciones fundamentales y mediante la invocación de sentimientos de solidaridad, agitados como escudo para proteger su política de hechos consumados, en los trances de reacción provocados por sus defecciones. Así este sistema, desleal al país, sofocó las persistentes demandas de rectificación, alejó a la juventud, creó el clima de la decepción popular, desarmó el espíritu del hombre del común y precipitó la situación actual, prestando la mayor contribución al establecimiento de los discrecionalismos que desde 1930 humillan a la República.

La UCR enfrenta la última etapa de su crisis en esta hora de reconstrucción, que queremos profunda. Plantea un dilema decisivo en la suerte del país: o un partido que podría llevar su nombre, pero en negación del espíritu radical, que es lo que ansían los intereses conservadores, o sea, la permanencia del drama argentino; o un radicalismo fiel a su origen y a su entraña popular, cual lo sienten los argentinos con vocación de justicia. Sólo un radicalismo de este sentido, renovado y reestructurado con nuevas ideas y nuevos procedimientos, que recoja el aliento de la época y la voluntad de elevar el contenido moral de nuestra vida pública, podrá realizar el país del mañana, forjar el progreso nacional y el bienestar social y edificar un régimen de verdadera libertad y de verdadera justicia, que contemple como valores esenciales a la dignidad y al pleno desarrollo de la vida y la felicidad de cada ser humano.

Finalmente, en el Congreso del MIR de 1947, los intransigentes aprobaron también el Ideario elaborado por Moisés Lebensohn que dice:

1. Reivindicación de las bases federalistas y comunales;
2. Reforma política. Sufragio femenino, neutralidad política de la administración y entes autárquicos;
3. Democratización de la cultura. Reposición de la Reforma Universitaria (1919) y de la Ley 1420 (1884);
4. Democracia económica. Control de la economía basado en un planeamiento fijado por los órganos representativos de la voluntad popular que coloque a la riqueza natural, la producción, el crédito, las industrias, el consumo y el intercambio internacional al servicio del pueblo y no de minorías.
5. Nacionalización de los servicios públicos, energía, transporte, combustibles y de aquellas concentraciones capitalistas que constituyen "carteles" o monopolios, resguardando en tal forma al ámbito de la iniciativa privada en su realidad creadora.
6. Democratización industrial. Participación de técnicos, empleados y obreros, en la dirección y utilidades. Libertad sindical y derecho de huelga.
7. Reforma agraria inmediata y profunda, que coloque a la tierra, que no debe ser una mercancía, al servicio de la sociedad y el trabajo.
8. Reforma social que garantice a los habitantes: trabajo rígido y remunerado con dignidad, como deber esencial del Estado; nivel de vida decoroso; vivienda higiénica; protección de la salud como función social, acceso a la cultura. Régimen de la seguridad social que comprenda a toda la población durante el transcurso de la existencia humana: subsidios para la niñez, la educación, las enfermedades, la invalidez, desocupación y nupcialidad; seguro social;
9. Reforma financiera que haga incidir la carga impositiva sobre las grandes rentas y sobre la valoración producida por el trabajo colectivo.
10. Política tendiente a la cooperación económica mundial, a la unidad económica con los países vecinos y, progresivamente, con el resto de América.
11. Sostenimiento de la política internacional de Yrigoyen.

Paradójicamente, la ruptura de la UCR, que parecía inevitable antes de las elecciones, no se produjo debido a la fuerza unificadora que implicó el hecho de constituirse en el principal partido de oposición, y sobre todo por las fuertes restricciones y censura que el peronismo impuso a la actividad política opositora. El caso de Balbín, presidente del bloque parlamentario de la UCR, expulsado en 1949 por la mayoría peronistas de su banca de diputado y encarcelado en tres oportunidades, se constituyó en un símbolo de las restricciones impuestas por el peronismo.
Durante el curso del gobierno peronista los intransigentes fueron imponiendo su presencia y el retorno de la UCR al yrigoyenismo. Sin embargo, la permanencia de los unionistas dentro de la UCR, y la propia dinámica impuesta por el peronismo en la construcción del estado de bienestar, voto femenino e igualación de los derechos de hombres y mujeres, así como el cercenamiento de los derechos políticos de las minorías, impulsó le emergencia de un nuevo realineamiento interno en la UCR relacionado con la posición estratégica frente al peronismo. 

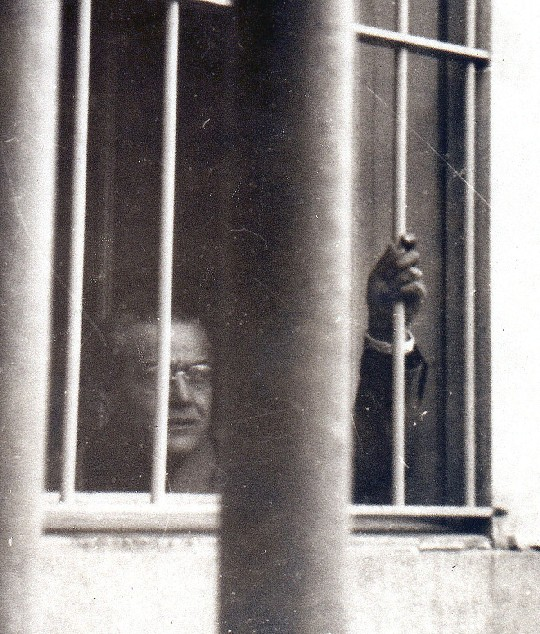
Balbín preso. La foto fue publicada en 1950 en la revista Time.

Los viejos unionistas en bloque y algunos intransigentes, fueron inclinándose por una posición de rechazo duro del peronismo basada en la disyuntiva democracia-fascismo. Años más tarde esa oposición dura al peronismo será generalizadamente conocida con el término "gorilas". Pero otro grupo de intransigentes se inclinaron por una estrategia de promover la democratización del peronismo con el fin de consolidar los avances del estado de bienestar y el industrialismo. Por su parte el peronismo fue endureciendo su persecución sobre el radicalismo, despojando de sus bancas a diputados como Ricardo Balbín y Ernesto Sanmartino, incluso encarcelándolos.
En 1948 los intransigentes obtuvieron, por primera vez, la elección del Comité Nacional por voto directo. Ese Comité Nacional aprobó como programa de la UCR la Declaración de Avellaneda.
Ese mismo año de 1948 el peronismo había propuesto reformar la Constitución. En la Convención Nacional de la UCR, presidida por Ricardo Rojas, volvieron a enfrentarse dos posiciones: un sector, apoyado por el unionismo, sostuvo la abstención; la mayoría, apoyada por los intransigentes, decidió participar con posiciones propias. Por esta decisión, el bloque radical presidido por Moisés Lebensohn fue criticado y acusado de estar produciendo una peronización de la UCR, aun cuando los convencionales radicales se retiraron de las sesiones argumentando que la ley del Congreso que declaró la necesidad de reformar la constitución, carecía de la mayoría exigida. Un nuevo debate interno en la UCR sobre la Constitución de 1949, se produjo cuando el unionismo propuso que los diputados radicales se negaran a jurar la nueva Constitución y renunciaran masivamente a sus bancas, que no llegó a prosperar. 
En las elecciones presidenciales de 1951, la Unión Cívica Radical presentó la candidatura de dos intransigentes: Ricardo Balbín y Arturo Frondizi. Se impuso Perón obteniendo 4.744.803 votos, contra 2.416.712 que obtuvo Balbín.
En 1954, Arturo Frondizi fue elegido presidente del Comité Nacional. 
La Unión Cívica Radical desempeñó también un rol importante en los levantamientos cívico-militares y la organización de comandos civiles armados, o comandos de hierro, que lucharon contra el peronismo.
Arturo Frondizi y el unionista Eduardo Laurencena habían firmado en 1951, junto a otros líderes políticos, la proclama golpista del General Benjamín Menéndez.
Durante el gobierno de Perón, los opositores formaron numerosos comandos civiles armados, mayoritariamente radicales, que llegaron a totalizar alrededor de 20.000 combatientes, aunque se estima que nunca pudieron reunirse simultáneamente más de 4.000.
Alrededor de la cuestión de los comandos civiles, hay que mencionar el caso de Roque Carranza, futuro ministro de Alfonsín y un grupo de radicales. El día 15 de abril de 1953, un grupo desconocido hizo estallar dos bombas durante un acto de la CGT en Plaza de Mayo que mataron a 6 personas y dejaron 95 heridos. La policía detuvo a Roque Carranza, acusándolo de dirigir el grupo terrorista que cometió el atentado. En esas condiciones Carranza y otros 12 radicales involucrados confesaron ser los autores, siendo condenados a prisión. En 1955 fueron liberados por orden de Perón y entonces tanto Carranza como el resto de los detenidos denunciaron haber confesado bajo tortura, describiendo las circunstancias de la misma con lujo de detalles. Nunca volvió a investigarse quienes fueron los integrantes del grupo que colocó las bombas.
En 1955 el radical unionista Miguel Ángel Zavala Ortiz participó activamente, al mando directo de un grupo de comandos civiles, en el golpe de Estado fallido del 16 de junio. Zavala Ortiz y el conservador Adolfo Vicchi eran los miembros previstos para integrar la Junta de Gobierno, y fueron quienes redactaron la proclama revolucionaria. (Cichero; 23,25,65). Ese día, aviones de la marina de guerra bombardearon Plaza de Mayo causando 364 muertos. Fracasado el golpe, Zavala Ortiz y 50 comandos civiles huyeron a Uruguay en uno de los aviones. Con posterioridad, para desacreditarlo, se difundió la noticia de Zavala Ortiz había piloteado uno de los aviones, lo que se encuentra plenamente demostrado no sucedió
Luego del levantamiento de junio de 1955, Perón intentó llegar a un acuerdo con las fuerzas políticas de oposición, que no prosperó. En esa oportunidad, Frondizi, que había sido elegido presidente de la UCR el año anterior, pronuncia un histórico discurso por la cadena nacional de radio reclamando la vigencia de las libertades políticas. En septiembre de 1955 las Fuerzas Armadas derrocaron al gobierno de Perón y dieron origen a la Revolución Libertadora.

-Volver a Unión Cívica Radical: UCRI vs. UCRP